# Macroteleia nigra
Macroteleia nigra är en stekelart som beskrevs av Jean Risbec 1950. Macroteleia nigra ingår i släktet Macroteleia och familjen Scelionidae. Inga underarter finns listade i Catalogue of Life.